# Leucosporidium
Leucosporidium är ett släkte av svampar. Leucosporidium ingår i familjen Leucosporidiaceae, ordningen Leucosporidiales, klassen Microbotryomycetes, divisionen basidiesvampar och riket svampar.
|                | Mastigobasidium                          |
|                |                                          |
|                | Leucosporidiella                         |
|                |                                          |
| Leucosporidium | \| \| Leucosporidium scottii \| \| \| \| |
|                | \| \| Leucosporidium scottii \| \| \| \| |
|                | Leucosporidium scottii                   |
|                |                                          |

|  | Leucosporidium scottii |
|  |                        |